# Дрохва кафрська
Дрохва кафрська (Neotis denhami) — вид птахів родини дрохвових (Otididae).

## Назва
Вид названо на честь англійського дослідника Африки Діксона Денгема (1786—1828).

## Поширення
Вид поширений у саванах, сухих луках та відкритих скребах в Субсахарській Африці — від Мавританії на схід до Ефіопії і на південь до ПАР.

## Опис
Це досить великий вид. Самець важить 9-10 кг і сягає завдовжки 100—116 см. Самиця набагато менша — 3–4 кг і 80–87 см відповідно. Спина коричнева, темніша у самця. Крила з візерунком з коричневого, білого та чорного кольорів. Шия блідо-сіра з помаранчевою потилицею. На голові є сіра корона облямована чорним кольором. Чорна лінія проходить через око, а біла лінія над нею утворює брову. Довгі ноги блідо-жовтого кольору.

## Спосіб життя
Птах мешкає у сухих луках, саванах на пасовищах. Поза сезоном розмноження трапляється поодинці. Живиться комахами, дрібними хребетними, ягодами, квітами, травами. Сезон розмноження приурочений до сезону дощів. Гніздо має вигляд невеликої ямки у землі. У кладці є два яйця. Насиджує та піклується про потомство лише самиця.

## Галерея

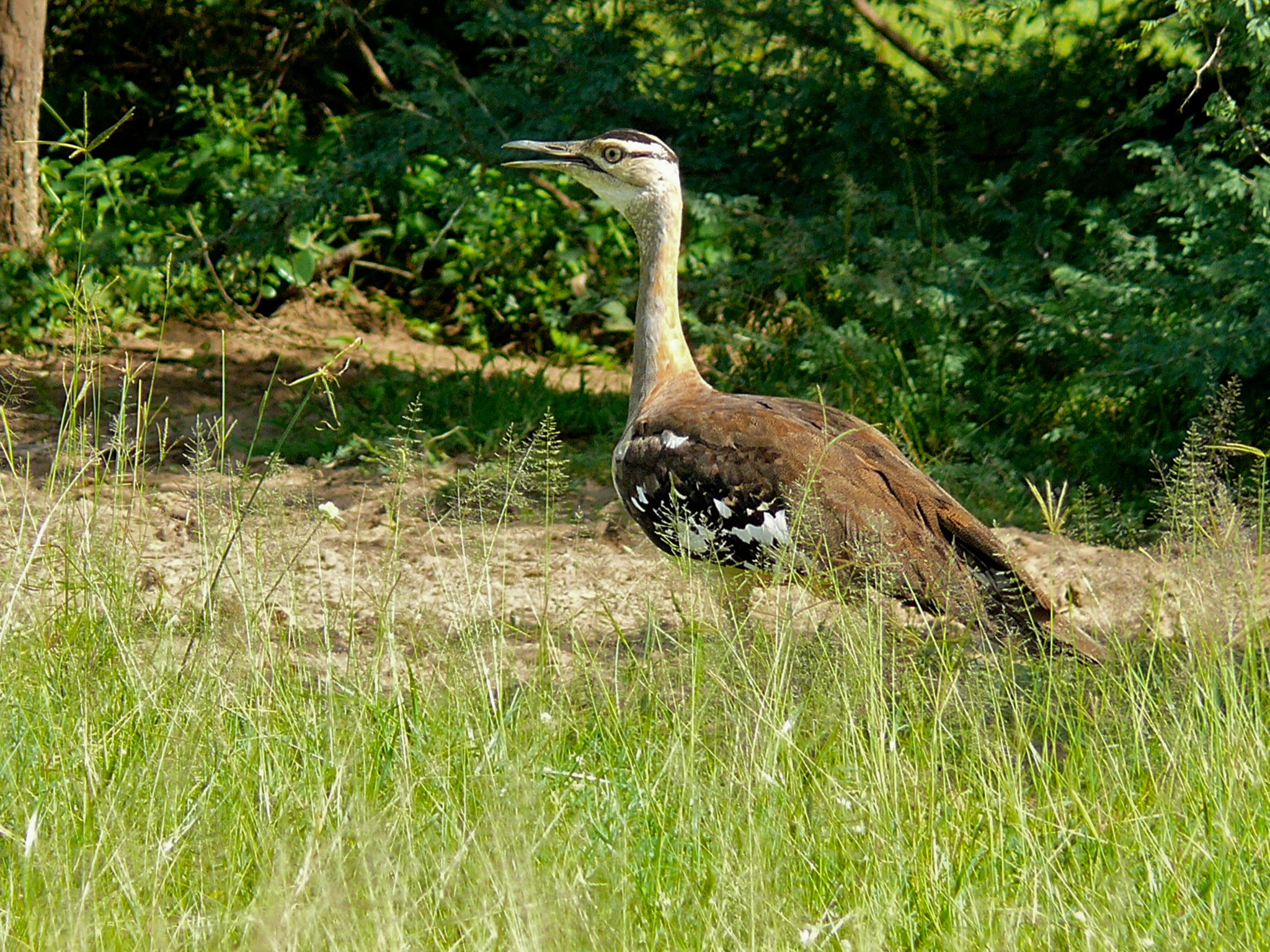
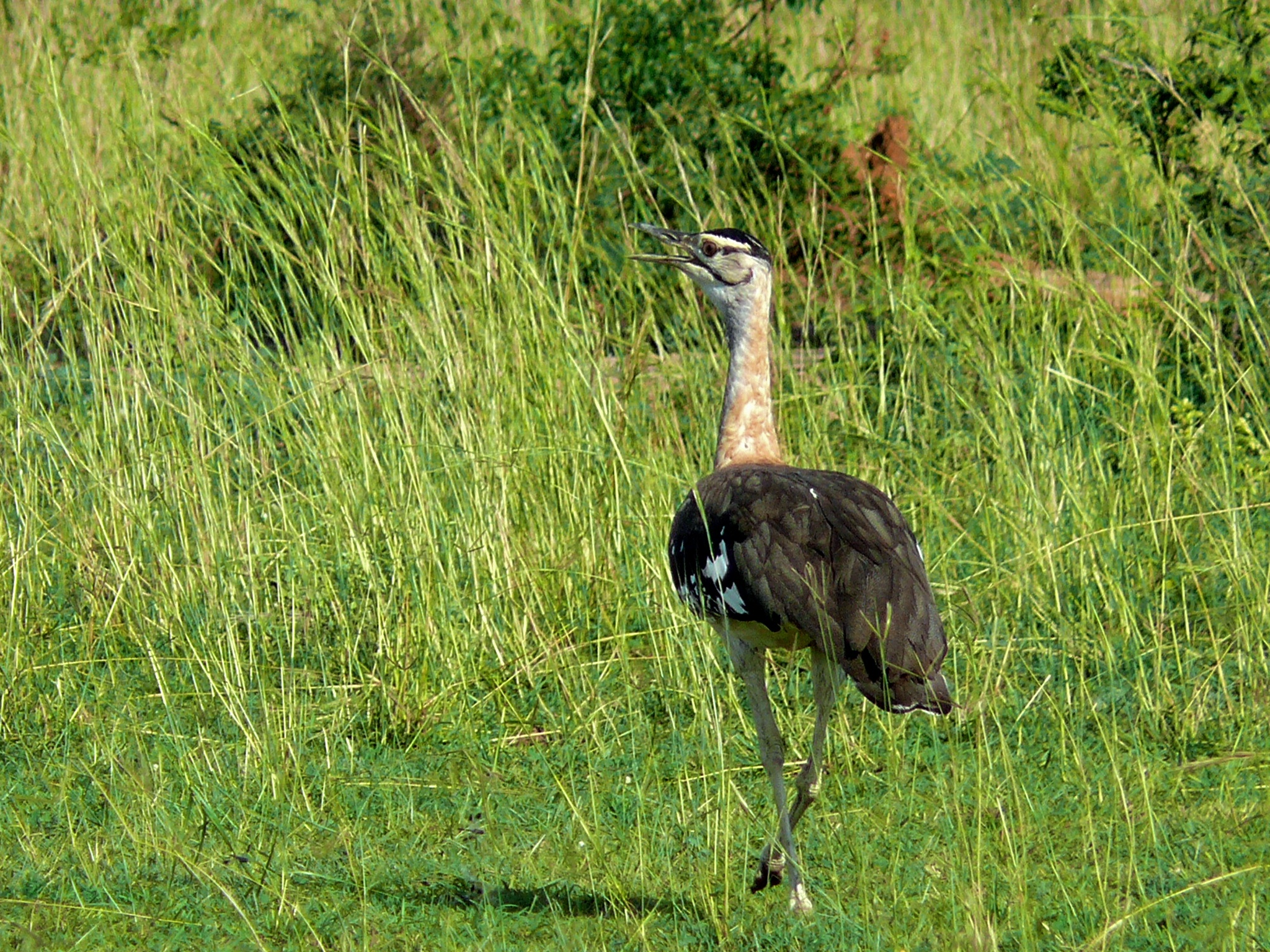
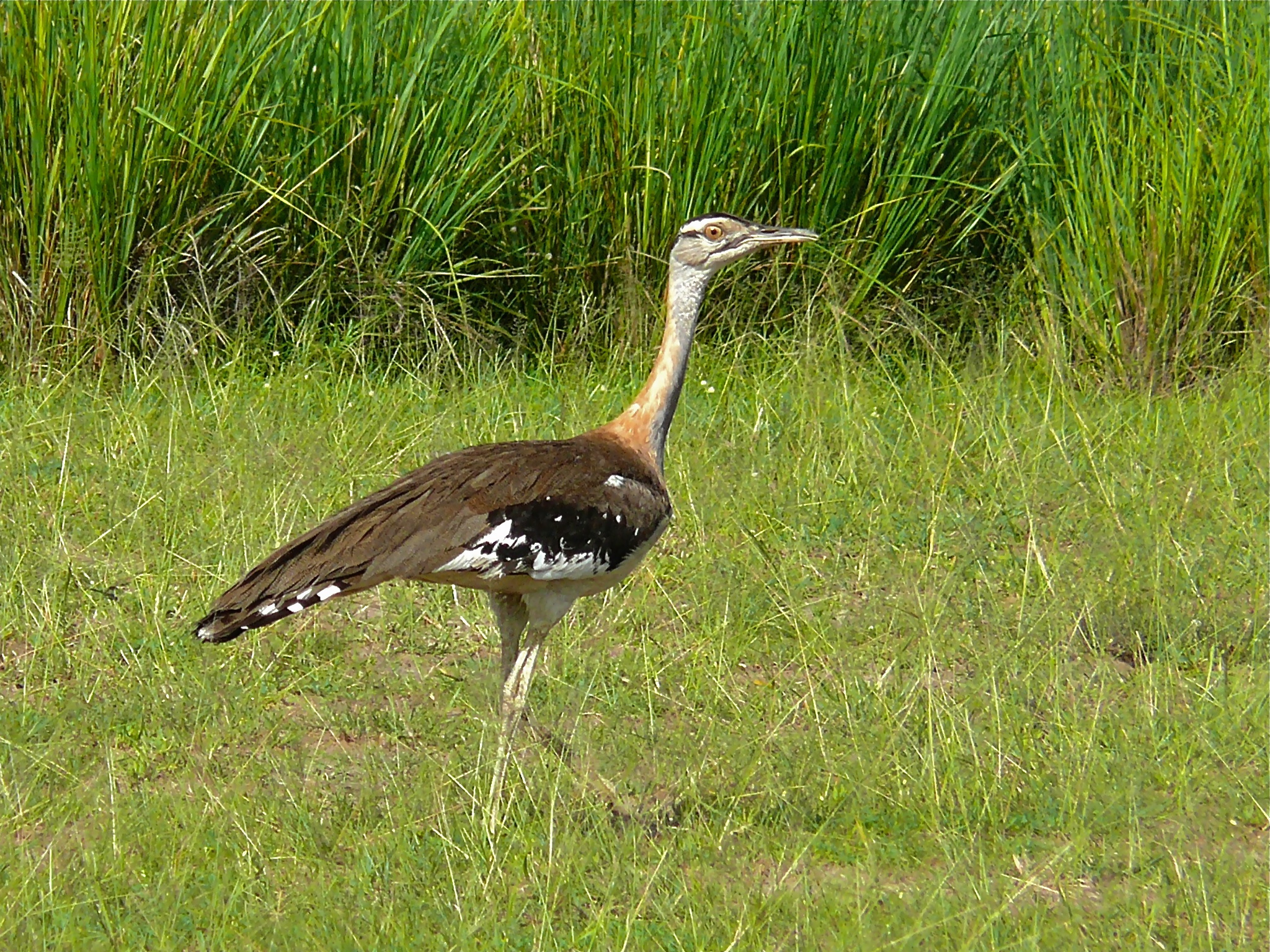
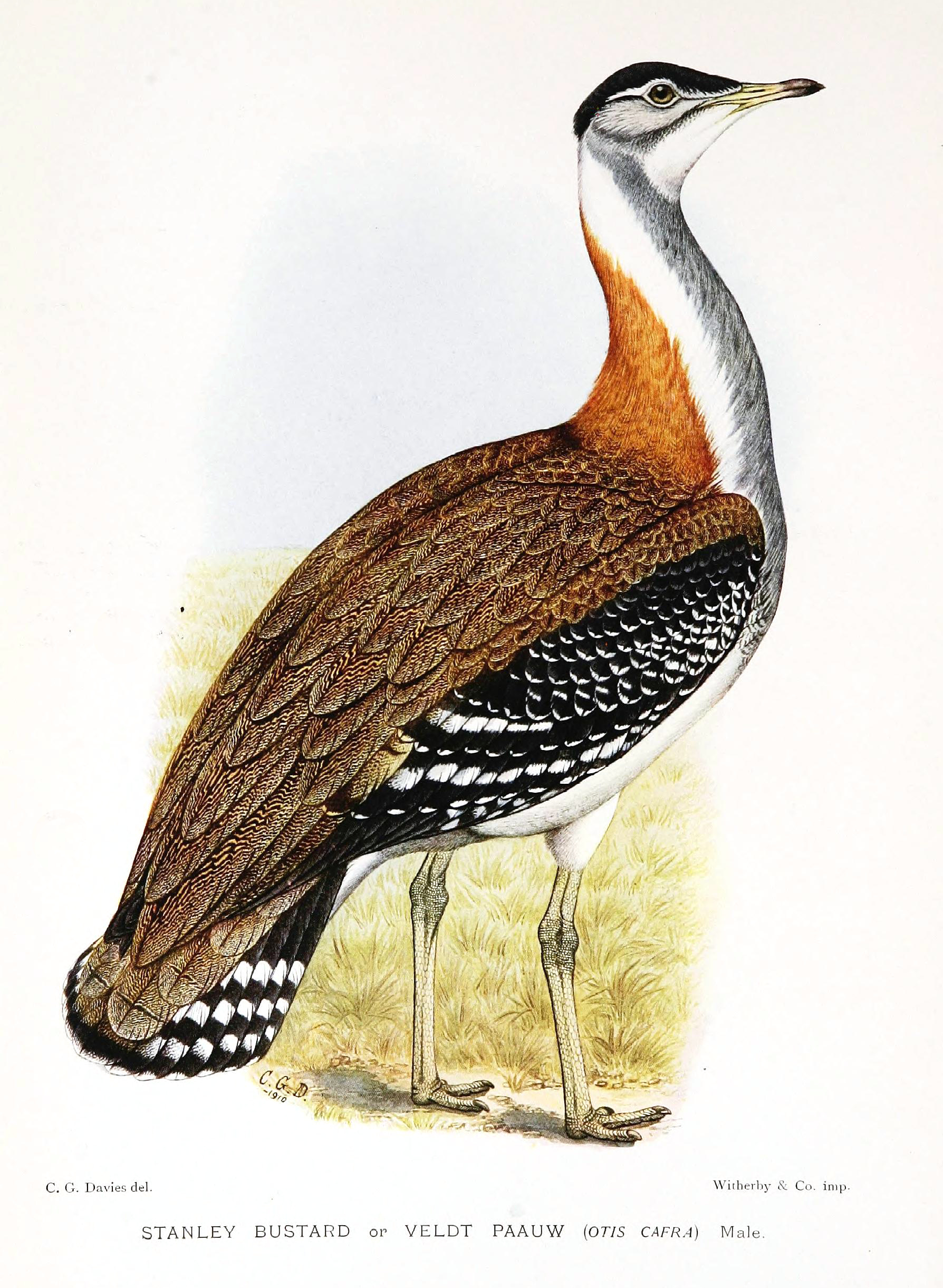